# Варваровка (Новоукраинский район)
Варваровка (укр. Варварівка) — село в Ровнянской сельской общине Новоукраинского района Кировоградской области Украины.
Население по переписи 2001 года составляло 275 человек. Телефонный код — 5251. Код КОАТУУ — 3524083403.